# Veinticinco de Mayo (partido)
Pour les articles homonymes, voir Veinticinco de Mayo.
Veinticinco de Mayo est un partido de la province de Buenos Aires en Argentine, fondé en 1779, dont la capitale est Veinticinco de Mayo.
Son nom commémore la date du 25 mai, qui est celle  de la fête nationale argentine célébrant le jour de la Révolution de Mai en 1810, au cours duquel la Première Junte est instaurée.

## Villes et localités
- Norberto de la Riestra
- Veinticinco de Mayo, chef-lieu